# Enigma: Intermission II
Enigma: Intermission II je kompilační album finské powermetalové hudební skupiny Stratovarius. Vydáno bylo 28. září 2018, desku uvede společnost Edel AG. Na albu vyšlo téměř třicet minut nového materiálu, který skupina nahrála v roce 2018, zbylých asi padesát minut pak tvoří dříve nevydané či vzácné skladby.

## Seznam skladeb
| Pořadí         | Název                                       | Délka |
| -------------- | ------------------------------------------- | ----- |
| 1.             | Enigma (nová skladba)                       | 4:21  |
| 2.             | Hunter                                      | 3:30  |
| 3.             | Hallowed                                    | 5:53  |
| 4.             | Burn Me Down (nová skladba)                 | 3:43  |
| 5.             | Last Shore                                  | 5:53  |
| 6.             | Kill it with Fire                           | 4:52  |
| 7.             | Oblivion (nová skladba)                     | 3:51  |
| 8.             | Second Sight                                | 4:26  |
| 9.             | Fireborn                                    | 4:46  |
| 10.            | Giants                                      | 5:28  |
| 11.            | Castaway                                    | 4:41  |
| 12.            | Old Man and the Sea                         | 4:16  |
| 13.            | Fantasy (nová orchestrální verze)           | 4:24  |
| 14.            | Shine in the Dark (nová orchestrální verze) | 4:27  |
| 15.            | Unbreakable (nová orchestrální verze)       | 4:45  |
| 16.            | Winter Skies (nová orchestrální verze)      | 6:00  |
| Celková délka: | Celková délka:                              | 74:55 |

## Obsazení
- Timo Kotipelto – zpěv
- Jens Johansson – klávesy
- Lauri Porra – basová kytara
- Matias Kupiainen – kytara
- Rolf Pilve – bicí